# (2472) Bradman
(2472) Bradman est un astéroïde de la ceinture principale.

## Description
(2472) Bradman est un astéroïde de la ceinture principale. Il fut découvert le 27 février 1973 à Bergedorf par Luboš Kohoutek. Il présente une orbite caractérisée par un demi-grand axe de 2,27 UA, une excentricité de 0,09 et une inclinaison de 5,1° par rapport à l'écliptique.

## Compléments